# 777 (فرقة كورية)
تريبل سيفين 777 (بالكورية:트리플 세븐) هي مجموعة مشتركة من سبعة أعضاء ضمن مشروع موسمي مشترك تحت رعاية وكالة GH Entertainment. تتكون المجموعة من أعضاء فرقتي بي آي جي وثيرد أي. ظهروا لأول مرة مع الأغنية المنفردة الرقمية "Presente" في 10 أغسطس 2021.

## انطلاقتهم
ظهرت 777 (تريبل سيفين) لأول مرة في 10 من أغسطس مع 7 أعضاء: 4 أعضاء من مجموعة الفتيان BIG و 3 أعضاء من مجموعة الفتيات 3YE.ستقوم BIG و 3YE بتنفيذ أنشطة كمجموعة مشروع ، والتي من المتوقع أن تستحوذ على قلوب المشجعين العالميين.